# Дрита Аголи
Дрита Аголи (на албански: Drita Agolli) е албанска театрална режисьорка и актриса.

## Биография
Родена е в 1927 година като Дрита Стразимири в семейството на Исмаил Стразимири в дебърското българо-торбешко село Макелари, Албания. След като завършва гимназия в Тирана, участва в съпротивителното движение през Втората световна война. След освобождението на страната прави дебюта си на сцената като аматьор в ролята на Мариел в пропагандата пиеса „Гласът на Америка“ заедно с Михал Попи и Марие Логореци през 1950 г. Заминава да учи дизайн в Института за изящни изкуства в Букурещ през 1954 г. Учи в Института за драматични изкуства в Москва, който завършва през 1960 г. и става първата албанка театрален режисьор.
След завръщането си в страната се посвещава на драмата. От 1963 г. играе в Народния театър и в Театъра за опера и балет, като същевременно режисира. Многократно пътува из страната за подпомагане на театралните сцени в по-малките градове.
От 1965 г. преподава в Училището за актьорско майсторство „Александър Мойсиу“, а след това – в Драматичната катедра на Тиранския университет, която оглавява от 1974 г.
Занимава се с критика, публикува мемоари.